# Nederlandse kampioenschappen schaatsen afstanden 2014 - 5000 meter vrouwen
De 5000 meter vrouwen op de Nederlandse kampioenschappen schaatsen afstanden 2014 werd gereden op zondag 27 oktober 2013 in ijsstadion Thialf te Heerenveen. Er namen tien vrouwen deel.
Marije Joling was titelverdedigster na haar zege tijdens de NK afstanden 2013 maar meldde zich ziek af. Naast de nationale titel waren er ook vijf startplaatsen te verdienen voor de wereldbeker in Astana. Yvonne Nauta reed een onverwacht naar een zeer goede tijd en veroverde de titel in een nieuw kampioenschapsrecord.

## Statistieken

### Uitslag
| #      | Schaatser              | Ploeg                     | tijd    |
| ------ | ---------------------- | ------------------------- | ------- |
| Goud   | Yvonne Nauta           | Team Liga                 | 7.01,62 |
| Zilver | Carien Kleibeuker      | MKBasics.nl               | 7.04,02 |
| Brons  | Antoinette de Jong     | Jong Oranje               | 7.06,09 |
| 4      | Annouk van der Weijden | Project 2018              | 7.08,58 |
| 5      | Carlijn Achtereekte    | Project 2018              | 7.09,07 |
| 6      | Rixt Meijer            | Team Palet Schilderwerken | 7.09,52 |
| 7      | Pien Keulstra          | Team Activia              | 7.09,87 |
| 8      | Linda de Vries         | TVM                       | 7.10,15 |
| 9      | Lisa van der Geest     | Team BOHH.nl              | 7.12,56 |
| 10     | Diane Valkenburg       | Team Activia              | 7.13,12 |

### Loting
| Rit | Binnenbaan             | Buitenbaan          |
| --- | ---------------------- | ------------------- |
| 1   | Pien Keulstra          | Lisa van der Geest  |
| 2   | Rixt Meijer            | Yvonne Nauta        |
| 3   | Annouk van der Weijden | Carlijn Achtereekte |
| 4   | Antoinette de Jong     | Carien Kleibeuker   |
| 5   | Linda de Vries         | Diane Valkenburg    |

1987 · 
1988 · 
1989 · 
1990 · 
1991 · 
1992 · 
1993 · 
1994 · 
1995 · 
1996 · 
1997 · 
1998 · 
1999 · 
2000 · 
2001 · 
2002 · 
2003 · 
2004 · 
2005 · 
2006 · 
2007 · 
2008 · 
2009 · 
2010 · 
2011 · 
2012 · 
2013 · 
2014 · 
2015 · 
2016 · 
2017 · 
2018 · 
2019 · 
2020 · 
2021 · 
2022 · 
2023 · 
2024 · 
2025